# Жаринцов, Дмитрий Фёдорович
Дмитрий Фёдорович Жаринцов (Жаринцев) (1844 — не ранее 1903) — русский военный инженер, гидролог. Генерал-лейтенант морского ведомства (1903).

## Биография
Выпускник Института Корпуса инженеров путей сообщения.
В 1879 году первым в России применил железобетон — при строительстве стен порохового склада в Батуми. В начале 1880-х гг. был инспектором минеральных источников Пятигорского округа.
Был инспектором морской строительной части (в ранге подполковника) и членом комиссии Главного управления водяных и сухопутных сообщений. Старший делопроизводитель Морского строительного комитета c 1886 по 1892 гг. Генерал-майор с 14.05.1896. Высочайшим приказом от 22 мая 1903 года был произведён в генерал-лейтенанты и уволен от службы. С 1896 года состоял действительным членом Русского географического общества.
Был женат на переводчице и журналистке Надежде Жаринцовой, сын — Жаринцов Михаил Дмитриевич, флотский лейтенант.

## Сочинения
- «О причинах обвалов обрывистого морского берега в окрестностях г. Одессы»
- «Поти или Сухум?»
- «О сооружении порта Императора Александра III в Либаве»
- «Слово о бетонных постройках» (1891)
- «Железо-бетонные сооружения : Докл. в III Отд. Имп. Рус. техн. о-ва» (1893)
- «О возможности устройства деревянных портовых складов»